# Sally Zack
Pour les articles homonymes, voir Zack.
Sally Zack, née le 1er août 1962 à North Conway, est une coureuse cycliste américaine.

## Palmarès sur route

### Palmarès par années
- 1987
  -  Championne des États-Unis du critérium
- 1988
  -  Championne des États-Unis du critérium
  - 2e du championnat des États-Unis sur route
- 1990
  - Cascade Cycling Classic
  - 3e de l'International Tour de Toona
- 1991
  - 2e, 3e, 4e et 11e étapes de Women's Challenge
  - Nevada City Classic
  - 4e du championnat du monde sur route
- 1992
  - 2e de la Killington Stage Race
  - 10e du course en ligne des Jeux olympiques
- 1993
  - Cat's Hill Classic
  - 2e du Redlands Bicycle Classic
  - 5e du championnat du monde sur route